# Bruno-Augustin Hippel
Bruno-Augustin Hippel SAC (* 8. Februar 1907 in Hagenau; † 7. November 1970 in Pinelands (Kapstadt)) war Bischof von Oudtshoorn.

## Leben
Er wurde am 25. März 1936 zum Priester geweiht. Der Papst ernannte ihn am 9. Dezember 1948 zum Titularbischof von Abora und zum Apostolischen Vikar von Oudtshoorn. Der Apostolische Vikar von Kapstadt, Franziskus Hennemann SAC, spendete ihm am 13. Februar des nächsten Jahres die Bischofsweihe; Mitkonsekratoren waren Johannes Rosenthal SAC, Apostolischer Vikar von Queenstown, und Hugh Boyle, Apostolischer Vikar von Port Elizabeth. Am 11. Januar 1951 ernannte ihn Pius XII. zum Bischof von Oudtshoorn.
Nach seinem Rücktritt am 2. Oktober 1968 vom Bischofsamt ernannte ihn Paul VI. zum Titularbischof von Vardimissa. Er nahm an allen vier Sitzungen des Zweiten Vatikanischen Konzils teil.